# André Resplandin
André Resplandin, né à Barjols dans le Var le 6 novembre 1932 et mort le 23 janvier 2023 à Solliès-Pont, est un poète provençal. 

## Prix
Il a obtenu le prix Frédéric-Mistral en 1986 et le Grand Prix littéraire de Provence en 2003 pour l’ensemble de son œuvre.

## Œuvre
- Au recouide di draio, L'Astrado, 1977, rééd. 2014.
- Letro de la colo, L'Astrado, 1987.
- … D’enfre terro, L'Astrado, 1989.
- Rescontre, Les Cahiers de Garlaban[3], 1989.
- Garbo, Éditions du C.C.D.P, 1990.
- Dicho dóu vèspre que davalo, L'Astrado, 1992.
- Cantadisso d’oumbro e de vènt, L'Astrado, 1996.
- Resson de ribo, Les Cahiers de Garlaban, 1996.
- A l’oumbro dóu guidoun, L'Astrado, 2003.
- Aquéli pichot rèn, L’Astrado, 2010.
- D’ùni e d’autre…, L’Astrado, 2016.

## Étude sur l'auteur
- Andriéu Resplandin : le peintre de l'automne et de la terre, par Maria Angeles Cipres, L'Astrado Prouvençalo, no 27, 1992, p. 93–129.